# Italiens herrlandslag i futsal
Italiens herrlandslag i futsal representerar Italien i futsal för herrar. Laget styrs av Italiens fotbollsförbund.

## Spelartrupp
| Nr | Land    | Pos | Namn               |
| -- | ------- | --- | ------------------ |
| 1  | Italien | MV  | Stefano Mammarella |
| 2  | Italien | F   | Marco Ercolessi    |
| 3  | Italien | F   | Marcio Forte       |
| 4  | Italien | F   | Sergio Romano      |
| 5  | Italien | F   | Luca Leggiero      |
| 6  | Italien | A   | Humberto Honorio   |
| 7  | Italien | A   | Giuseppe Mentasti  |
| 8  | Italien | A   | Rodolfo Fortino    |
| 9  | Italien | A   | Alex Merlim        |
| 10 | Italien | A   | Jairo Dos Santos   |
| 11 | Italien | F   | Saad Assis         |
| 12 | Italien | MV  | Valerio Barigelli  |
| 13 | Italien | F   | Gabriel Lima       |
| 14 | Italien | MV  | Michele Miarelli   |

## Meriter

### FIFA-världsmästerskap
| År   | Värdland         | Placering    |
| ---- | ---------------- | ------------ |
| 1989 | Nederländerna    | 6            |
| 1992 | Hongkong         | 10           |
| 1996 | Spanien          | 5            |
| 2000 | Guatemala        | kvalade ej   |
| 2004 | Kinesiska Taipei | Silvermedalj |
| 2008 | Brasilien        | Bronsmedalj  |
| 2012 | Thailand         |              |

### Europamästerskapetp
| År   | Värdland | Placering    |
| ---- | -------- | ------------ |
| 1996 | Spanien  | 4            |
| 1999 | Spanien  | Bronsmedalj  |
| 2001 | Ryssland | 4            |
| 2003 | Italien  | Guldmedalj   |
| 2005 | Tjeckien | Bronsmedalj  |
| 2007 | Portugal | Silvermedalj |
| 2010 | Ungern   | Kvartsfinal  |
| 2012 | Kroatien |              |